# Saint-Flavy

Saint-Flavy este o comună în departamentul Aube din nord-estul Franței. În 1 ianuarie 2022 avea o populație de 297 de locuitori.